# 4-й гвардейский смешанный авиационный полк
4-й гвардейский смешанный авиационный Новгородско-Клайпедский Краснознамённый полк имени маршала авиации И. И. Борзова — тактическое формирование Морской авиации Российской Федерации. Находится в составе Балтийского флота.

## История
1-й минно-торпедный авиационный полк ВВС Балтийского флота на начальном этапе Великой Отечественной войны был задействован в боевых действиях против Финляндии, а также наносил удары в интересах командования Северо-Западного фронта по войскам противника в районе Луги, Кингисеппа, Гдова, Пскова, Дно и Таллина. С 7 на 8 августа 1941 года, взлетев с аэродрома на острове Сааремаа эскадрильи дальних бомбардировщиков под командованием полковника Евгения Преображенского нанесли первый удар по Берлину и возвратились без потерь. 13 августа Евгению Преображенскому было присвоено звание Героя Советского Союза.
Всего в течение августа 1941 года самолёты авиаполка совершили 8 налётов на столицу нацистской Германии, сбросив более 36 тонн фугасных и зажигательных авиабомб.
18 января 1942 года приказом наркома ВМФ адмирала Николая Кузнецова авиаполку первому на флоте было присвоено звание «гвардейский». В 1944 году за прорыв блокады Ленинграда часть была награждена орденом Красного Знамени, а в апреле 1945 года получила почётное наименование «Клайпедский» за большой вклад, внесённый личным составом полка в освобождение города Мемель Литовской ССР.
Авиаполк был расформирован в результате сокращения ВС СССР в 1960 году.
10 ноября 2022 года на аэродроме морской авиации Балтийского флота Чкаловск прошёл ритуал передачи исторического знамени 1-го гвардейского минно-торпедного авиаполка ВВС Балтийского флота времён Великой Отечественной войны личному составу 4-го гвардейского смешанного авиационного Новгородско-Клайпедского Краснознамённого полка имени маршала авиации И. И. Борзова Балтийского флота. Церемонию возглавил главнокомандующий Военно-морским флотом России адмирал Николай Евменов. Он принял историческое знамя из рук ветерана морской авиации ВМФ СССР генерал-майора в отставке Эдуарда Катаева и передал командиру авиаполка полковнику Дмитрию Дмитриеву.